# Česká a slovenská neurologie a neurochirurgie
Česká a Slovenská neurologie a neurochirurgie  je  vědecký časopis a současně časopis České neurologické společnosti, Slovenské neurologické společnosti, České neurochirurgické společnosti, Slovenské neurochirurgické společnosti, České společnosti dětské neurologie. Časopis vycházel pod názvem Neurologie a psychiatrie československá od roku 1938, navazuje na časopis Revue v neurologii, psychiatrii, fysikální a dietetické terapii, který vycházel od roku 1904. Časopis publikuje široké spektrum článků z oblasti klinických neurověd, publikuje výsledky původního výzkumu, kazuistiky i přehledové články. Články jsou přístupny pouze předplatitelům.
Za rok 2012 měl časopis impakt faktor 0,366, čímž byl 240. časopisem z 252 v kategorii neurovědy a 174. časopisem z 199 v kategorii chirurgie. Podle metodiky RIV je publikace v hodnocena 12 body.